# تي 7 بوليميراز الحمض النووي الرايبوزي

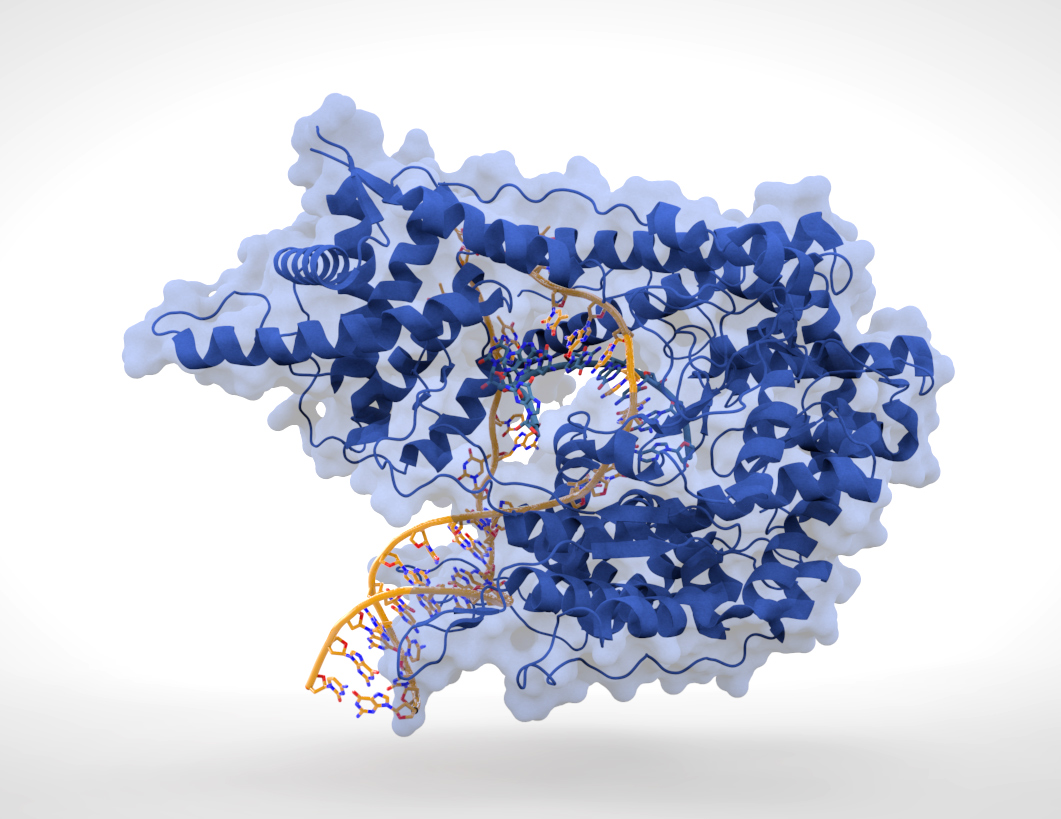

«تي 7 بوليميراز» الحمض النووي الرايبوزي T7 RNA Polymerase الموجود في العاثيات (T7 bacteriophage) وهي الفيروسات التي تغزو البكتيريا، وهو يحفز عملية النسخ لتكوين RNA  من الـ DNA .

## النشاطية
يعتبر «تي 7 الآر أن أي بوليميراز» ذا نشاطية وخصوصية عالية جدا لتحفيز عملية نسخ الـ DNA المزدوج، ويحتاج هذا الإنزيم إلى أيون المغنيسيوم mg+2 كعامل مساعد لتصنيع الحمض النووي الرايبوزي RNA. كما يمتلك هذا الإنزيم معدلا قليلا جدا لحدوث أي خطأ خلال عملية النسخ، ووزنه الجزيئي 99 كيلو دالتون.

## الشكل والتكوين
يتبلور «تي 7 الآر أن أي بوليميراز» في عدة أشكال، وهذه الأشكال موجودة في بنك بيانات البروتين، وهو مستودع للبيانات الهيكلية ثلاثية الأبعاد للجزيئات البيولوجية الكبيرة، مثل البروتينات والأحماض النووية. وتبين هذة المعلومات كيفية ارتباط  «تي 7 الآر أن أي بوليميراز» مع الحمض النووي الرايبوزي منقوص الأكسجين DNA ونسخه أيضا.

## البروتينات ذات الصلة
هناك بروتينات تنتمي إلى نفس العائلة مثل بوليميراز  Phage T3 وبوليميراز  SP6 RNA  . وهذة البروتينات لها علاقة مع بوليميراز الحمض النووي الرايبوزي الموجود في الميتوكندريا. أما «تي 7 الآر أن أي بوليميراز»  فيتميز شكلها وتطورها بتكونه من عدة وحدات فرعية مرتبطة مع بعضها بما في ذلك العوائل الفرعية الموجودة في خلايا بدائية النواة أو في خلايا حقيقية النواة. كما أن «تي 7 الآر أن أي بوليميراز» لا يتم تثبيطه من المضاد الحيوي ريفامبيسين، ومع ذلك فإن الكثير من الخواص العامة المشتركة له تتشارك مع أنزيمات أكثر تعقيدا
تطبيقاته واستخداماته
يستخدم في تطبيقات التكنولوجيا الحيوية، وعادة ما يستخدم في نسخ الـ DNA الذي تم استنساخه في الناقلات  (Vectors).